# Німчине
Ні́мчине — вантажно-пасажирська залізнична станція Донецької дирекції Донецької залізниці.
Розташована в смт. Широке, Троїцько-Харцизька селищна рада Харцизька, Донецької області на лінії Торез — Іловайськ між станціями Орлова Слобода (15 км) та Іловайськ (5 км).
Через військову агресію Росії на сході України транспортне сполучення припинене.